# Denis Gargaud Chanut
Denis Gargaud Chanut (ur. 22 lipca 1987 r. w Apcie) – francuski kajakarz górski specjalizujący się w konkurencjach kanadyjek, złoty medalista igrzysk olimpijskich, trzykrotny mistrz świata, dwukrotny mistrz Europy.

## Igrzyska olimpijskie
Na igrzyskach zadebiutował w 2016 roku w Rio de Janeiro. W kwalifikacjach konkurencji C1 zajął drugie miejsce, kończąc z dwiema sekundami kary. W półfinale przepłynął bez straty czasu, lecz dało to jemu trzecie miejsce. W finale zajął pierwsze miejsce, zdobywając złoty medal, wyprzedzając Słowaka Mateja Beňuša i Japończyka Takuyę Hanedę.

## Odznaczenia
- Kawaler Legii Honorowej przyznana 1 grudnia 2016 roku[3].